# Глодень (Пучоаса, Димбовіца)
Глодень, Глодені (рум. Glodeni) — село у повіті Димбовіца в Румунії. Адміністративно підпорядковане місту Пучоаса.
Село розташоване на відстані 86 км на північний захід від Бухареста, 15 км на північ від Тирговіште, 67 км на південь від Брашова.

## Населення
За даними перепису населення 2002 року у селі проживали 1233 особи, усі — румуни. Усі жителі села рідною мовою назвали румунську.